# Изтребител
Изтребителят е боен самолет, предназначен главно за унищожаване на самолети и други летателни апарати на противника във въздуха.
Използва се за съпровождане и защита на бомбардировачи, военно-транспортни самолети и самолети на гражданската авиация от изтребителите на противника. Използва се също и за защита на наземни обекти от авиацията на противника и завоюване на господство във въздуха над бойното поле. В отделни случаи изтребители могат да се използват срещу наземни и морски цели.

## История

### Витлови изтребители

#### Периода 1919 – 1938 г.
- Биплани
  -  Чехия – Авиа B-534
  -  Великобритания – Бристъл „Булдог“
  -  Великобритания – Глостер гладиатор
  -  Великобритания – Хоукър „Фюри“
  -  Италия – Фиат CR.42
  -  Швеция
  - СССР
  - И-5
  - И-15
  - И-15 бис
  - И-153
- Моноплани
  -  СССР – И-16
  -  САЩ – P-26 Peashooter
  -  САЩ
  -  Холандия – Фокър D.XXI
  -  Полша – ПЗЛ П.11

#### Втора световна война
- Австралия
  - CAC „Бумеранг“
- Франция
  - Bloch MB.150
  - Dewoitine D.520
  - Morane-Saulnier M.S. 406
- Финландия
  - VL Myrsky

- Германия
  - Месершмит Bf 109
  - Месершмит Bf 110
  - Фоке-Вулф Fw 190
  - Месершмит Me 163
  - Месершмит Me 210
  - Месершмит Me 262
  - Хайнкел He 100
  - Хайнкел He 111
  - Хайнкел He 112
  - Хайнкел He 162
- Италия
  - Macchi C.200
  - Macchi C.202
  - Macchi C.205
  - Фиат G.55
  - Фиат G.50
  - Reggiane Re 2000
  - Reggiane Re 2001
  - Reggiane Re 2005
- Япония
  - Каваниши N1K-J
  - Накаджима Ki-43
  - Накаджима Ki-44
  - Накаджима Ki-84
  - Кавазаки Ki-61
  - Кавазаки Ki-100
  - Мицубиши Zero
  - Мицубиши J2M
- Румъния
  - ИАР-80
- Швеция
  - FFVS J 22

- СССР
  - Як-1
  - Як-3
  - ЛаГГ-3
  - Як-9
  - Ла-3
  - Ла-5
  - Ла-7
  - МиГ-3

- Великобритания
  - Спитфайър
  - Хоукър Хърикейн
  - Хоукър „Тайфун“
  - Хоукър Темпест
  - Де Хавиланд Москито
  - Глостър „Метеор“
  - Boulton Paul Defiant

- САЩ
  - Груман F4F Wildcat
  - Vought F4U Corsair
  - Груман F6F Hellcat
  - Curtiss P-36 Hawk
  - Локхийд P-38 Lightning
  - Бел P-39 Airacobra
  - Къртис P-40 Warhawk
  - Republic P-47 Thunderbolt
  - North American P-51 Mustang
  - Бел P-63 Kingcobra
- Югославия
  - Рогозарски ИК-3

### Реактивни изтребители

#### Първо поколение (1945 – 1953 г.)
- Германия
  - Heinkel He 280
  - Messerschmitt Me 262
  - Heinkel He 162
  - Arado Ar 234
  - Horten Ho 229
- Франция
  - Dassault Ouragan
  - Dassault Mystère IV
- Швеция
  - Saab Tunnan
- СССР
  - МиГ-9
  - МиГ-15
  - МиГ-17
  - Ла-15
  - Як-15/Як-17
  - Як-23
  - Як-25
- Великобритания
  - de Havilland Vampire
  - Hawker Hunter
  - Gloster Javelin
  - Gloster Meteor
- САЩ
  - Lockheed P-80 Shooting Star
  - Republic F-84 Thunderjet
  - North American F-86 Sabre
  - Northrop F-89J Scorpion

#### Второ поколение (1953 – 1960 г.)
- Египет
  - Helwan HA-300
- Канада
  - Avro Arrow
- Франция
  - Dassault Étendard IV

- Индия
  - HAL HF-24 Marut
- Швеция
  - SAAB 32 Lansen
  - SAAB J 35 Draken
- СССР
  - МиГ-19
  - МиГ-21
  - Су-7
  - Су-9/Су-11
- Великобритания
  - English Electric Lightning
  - De Havilland Sea Vixen
  - Gloster Javelin
- САЩ
  - Chance-Vought F-8 Crusader
  - Grumman F-11 Tiger
  - North American F-100 Super Sabre
  - Convair F-102 Delta Dagger
  - Lockheed F-104 Starfighter
  - Republic F-105 Thunderchief
  - Convair F-106 Delta Dart

#### Трето поколение (1960 – 1970 г.)
- Франция
  - Dassault Mirage F.1
  - Dassault Super Étendard
  - Dassault Mirage III
- Иран
  - IAMI Azarakhsh
  - IAMI Saeqeh
- Китай
  - Shenyang J-8

- СССР
  - МиГ-21
  - МиГ-23
  - МиГ-25
  - Су-15
  - Су-17
  - Ту-28
- Великобритания
  - Hawker Siddeley Harrier
- САЩ
  - McDonnell Douglas F-4 Phantom II
  - Northrop F-5

#### Четвърто поколоение (1970 – 1990 г.)
- Франция
  - Dassault Mirage 2000
- Израел
  - IAI Kfir
- Китай
  - JH-7 Flying Leopard
  - Shenyang J-8II
- Тайван
  - AIDC F-CK-1 Ching-kuo
- Швеция
  - SAAB AJ 37
- СССР
  - МиГ-29
  - МиГ-31
  - Су-27
  - Як-38
- Германия/ Великобритания/ Италия
  - Panavia Tornado
- Великобритания/ САЩ
  - BAE / McDonnell Douglas Harrier II

- САЩ
  - Grumman F-14
  - McDonnell Douglas F-15
  - General Dynamics / Lockheed Martin F-16
  - McDonnell Douglas F/A-18
  - Northrop F-20

#### Междинно поколение() (1990 – 2000 г.)

##### На въоръжение
- Германия/ Великобритания/ Испания/ Италия
  - Eurofighter Typhoon

- Франция
  - Dassault Rafale

- Русия
  - Сухой Су-30/33/34/35/37

- Швеция
  - JAS 39 Gripen

- САЩ
  - F-18E\F Super Hornet

- Япония
  - Mitsubishi F-2

- Китай
  - Chengdu J-10
- Русия
  - Сухой Су-47

#### Пето поколение (след 2005 г.)

##### На въоръжение
- САЩ
  - F-22 Raptor
  - F-35

- Русия
  - ПАК ФА/Т-50 Произведени са само 8 броя.

## Класификация
- Фронтови изтребител – предназначен за завоюване на господство във въздуха над бойното поле. Основно се използва за унищожаване на авиацията на противника в маневрени въздушни боеве на малки и средни дистанции, а в по-редки случаи за близка въздушна поддръжка на войските.
- Изтребител-прихващач – предназначен за защита на наземни обекти от средствата за въздушно нападение на противника (самолети и ракети). Основно се използва за унищожаването средствата за въздушно нападение на противника с ракетно оръжие на големи разстояния от защитаваните обекти.
- Изтребител-бомбардировач – предназначен за изпълнение на задачи, характерни както за бомбардировач, така и за фронтови изтребител.
- Многоцелеви изтребител – предназначен за изпълняване на комплекс от задачи присъщи бомбардировач, фронтови изтребител и прихващач.
- палубен изтребител – предназначен за разполагане на самолетоносач.